# Одбојка на Летњим олимпијским играма 2020.
Одбојкашки турнир на Летњим олимпијским играма 2020. одржан је од 24. јула до 8. августа 2021. године. Такмичење у одбојци у дворани одржано је у Ариаке Арени, а у одбојци на песку у парку Шиоказе.
Првобитно је било планирано да се одржи 2020. године, али су МОК и Организациони комитет Токија објавили 24. марта 2020. да ће Летње олимпијске игре 2020. бити одложене за 2021. због пандемије ковида 19.

## Биланс медаља
*   Домаћин ( Јапан)
| Позиција    | Држава                    | Злато | Сребро | Бронза | Укупно |
| ----------- | ------------------------- | ----- | ------ | ------ | ------ |
| 1           | Сједињене Америчке Државе | 2     | 0      | 0      | 2      |
| 2           | Француска                 | 1     | 0      | 0      | 1      |
| 2           | Норвешка                  | 1     | 0      | 0      | 1      |
| 4           | Русија                    | 0     | 2      | 0      | 2      |
| 5           | Бразил                    | 0     | 1      | 0      | 1      |
| 5           | Аустралија                | 0     | 1      | 0      | 1      |
| 7           | Аргентина                 | 0     | 0      | 1      | 1      |
| 7           | Србија                    | 0     | 0      | 1      | 1      |
| 7           | Катар                     | 0     | 0      | 1      | 1      |
| 7           | Швајцарска                | 0     | 0      | 1      | 1      |
| Укупно (10) | Укупно (10)               | 4     | 4      | 4      | 12     |

### Освајачи медаља
| Дисциплине | Дисциплине | Злато | Сребро | Бронза |
| У дворани  | | | |        |
| Мушкарци   | Француска · Бартелеми Шинењез · Женја Гребеников · Жан Патри · Бенжамен Тонјути (к) · Кевин Тили · Ервин Н’Гапет · Антоан Бризар · Стефан Боје · Никола Ле Гоф · Дарил Билтор · Тревор Клевено · Јасин Луати · Селектор: Лоран Тили    | Русија · Јарослав Подлесних · Артем Волвич · Дмитриј Волков · Иван Јаковлев · Денис Богдан · Павел Панков · Виктор Полетаев · Максим Михајлов · Егор Кљука · Илијас Куркаев · Игор Кобзар (к) · Валентин Голубев · Селектор: Туомас Самелвуо                                       | Аргентина · Матијас Санчез · Федерико Перејра · Кристијан Поглахен · Факундо Конте · Агустин Лосер · Сантијаго Данани · Себастијан Соле · Бруно Лима · Езекијел Паласиос · Лучано де Чеко (к) · Николас Мендез · Мартин Рамос · Селектор: Марсело Мендез |        |
| Жене       | Сједињене Државе · Мича Ханкок · Џордин Поултер · Џастин Вонг-Орантес · Џордан Ларсон (к) · Андреа Друз · Џордан Томпсон · Мишел Барч-Хакли · Кимберли Хил · Фолуке Акинрадево · Келси Робинсон · Чијака Огбогу · Селектор: Карч Кирај | Бразил · Карол Гатаз · Розамарија Монтибелер · Макрис Карнеиро · Роберта Рацке · Габријела Гимараис · Тандара Каишета · Наталија Переира (к) · Ана Каролина да Силва · Фернанда Гарај · Ана Кристина де Соуза · Камила Браит · Ана Беатриз Цореа · Селектор: Жозе Роберто Гимараис | Србија · Бјанка Буша · Мина Поповић · Слађана Мирковић · Бранкица Михајловић · Маја Огњеновић (к) · Ана Бјелица · Маја Алексић · Милена Рашић · Силвија Поповић · Тијана Бошковић · Бојана Миленковић · Јелена Благојевић · Селектор: Зоран Терзић       |        |
|            | | | |        |
| На песку   | | | |        |
| Мушкарци   | Норвешка · Андерс Мол · Кристијан Серум | Русија · Вјачеслав Красилников · Олег Стојановски | Катар · Шериф Јунус · Ахмед Тихан |        |
| Жене       | Сједињене Државе · Ејприл Рос · Аликс Клинеман | Аустралија · Талика Кленси · Маријафе Артахо дел Солар | Швајцарска · Јоана Хајдрих · Анук Верже-Депре |        |